# نادي جسر ديالى
نادي جسر ديالى الرياضي هو أحد أندية الدوري العراقي
يلعب في دوري الدرجة الأولى العراقي. يقع مقره في محافظة بغداد.